# Lü Xiuzhi
Lü Xiuzhi (chiń. 吕秀芝; ur. 26 października 1993) – chińska lekkoatletka specjalizująca się w chodzie sportowym.
W 2012 zajęła czwarte miejsce w zawodach pucharu świata (Chinki w klasyfikacji drużynowej zdobyły także brązowy medal) oraz zdobyła brązowy medal w chodzie na 20 kilometrów podczas igrzysk olimpijskich w Londynie (po dyskwalifikacjach Rosjanek). Złota medalistka igrzysk azjatyckich w Inczon (2014). W 2015 roku zdobyła srebrny medal na mistrzostwach świata w Pekinie. Brązowa medalistka igrzysk olimpijskich z Rio de Janeiro (2016).
Rekord życiowy: chód na 20 kilometrów – 1:25:12 (20 marca 2015, Pekin); rekordzistka Azji w kategorii juniorów na tym dystansie – 1:27:01 (30 marca 2012, Taicang). 

## Osiągnięcia
| Rok  | Impreza                                | Miejsce        | Lokata     | Wynik   |
| ---- | -------------------------------------- | -------------- | ---------- | ------- |
| 2012 | Puchar świata w chodzie sportowym      | Sarańsk        | 4. miejsce | 1:29:55 |
| 2012 | Igrzyska olimpijskie                   | Londyn         | 3. miejsce | 1:27:10 |
| 2014 | Puchar świata w chodzie sportowym      | Taicang        | 6. miejsce | 1:27:15 |
| 2014 | Igrzyska azjatyckie                    | Inczon         | 1. miejsce | 1:31:06 |
| 2015 | Mistrzostwa świata                     | Pekin          | 2. miejsce | 1:27,45 |
| 2016 | Drużynowe mistrzostwa świata w chodzie | Rzym           | 6. miejsce | 1:28:36 |
| 2016 | Igrzyska olimpijskie                   | Rio de Janeiro | 3. miejsce | 1:28:42 |